# Ruth (Nevada)

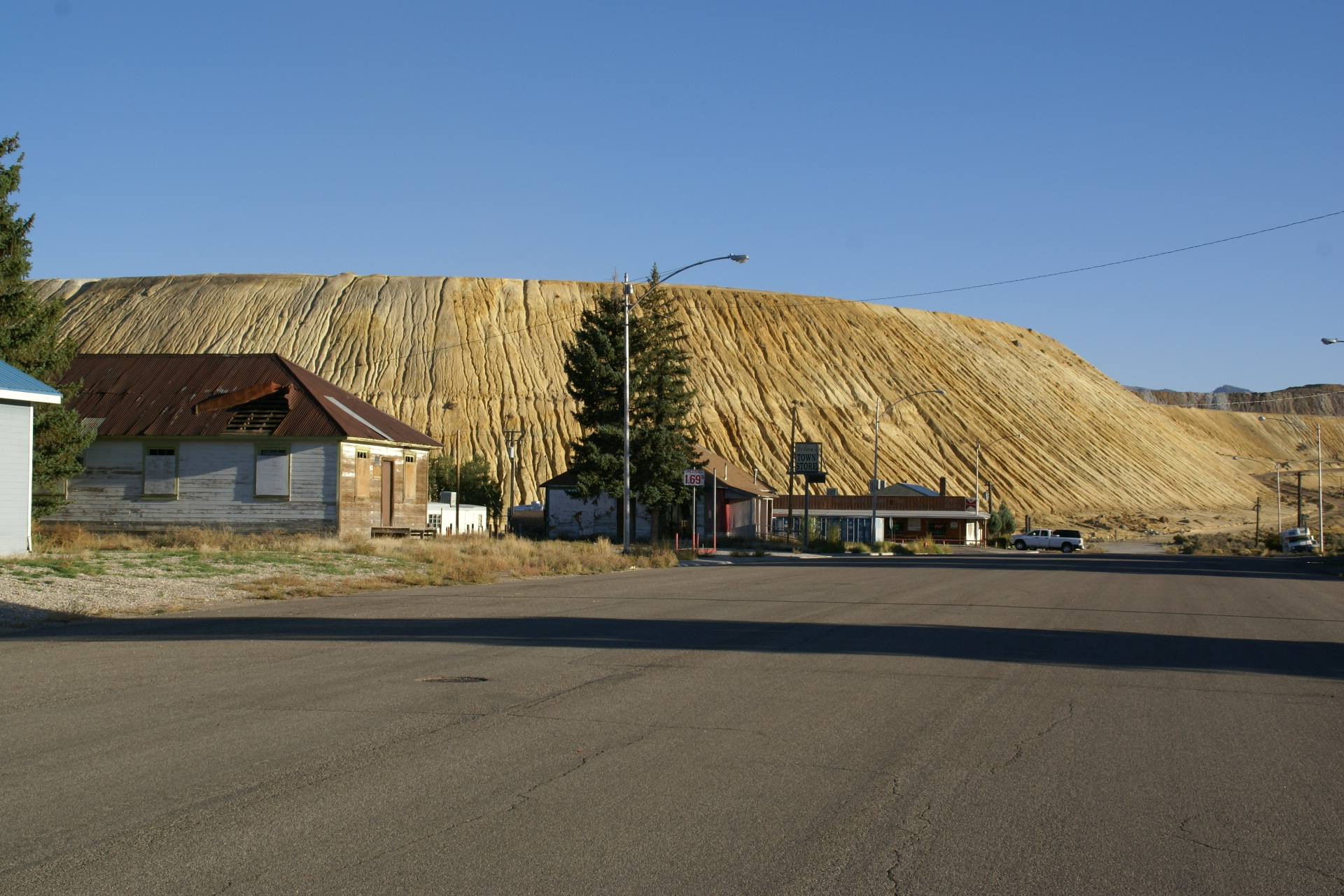
Calle principal

Ruth es un lugar designado por el censo en el condado de White Pine en el estado estadounidense de Nevada.

## Geografía
Ruth se encuentra ubicado en las coordenadas 39°16′42″N 114°59′18″O / 39.27833, -114.98833.